# Kartäuserkloster Grabow
Das Kartäuserkloster Gottesgnade (Domus Gratiae Dei) ist ein ehemaliges Kloster des Kartäuserordens in der Nähe Stettins.

## Geschichte
Die Kartause wurde 1360 (nach anderen Angaben 1342) in Grabow bei Stettin durch den pommerschen Herzog Barnim III. gegründet und gehörte zum Orden der Kartäuser.
Das Kloster befand sich in einer damaligen Vorortsiedlung Stettins an den Ufern der Oder und war die erste Kartause an der Ostseeküste. Die ersten Mönche kamen wahrscheinlich aus der Kartause Hortus Beatae Mariae in Prag. Hauptsächliche wirtschaftliche Aktivität waren Geldgeschäfte. Die Bibliothek war bedeutend. Im Jahr 1278 wurde ein Weinberg in Grabow erwähnt, es handelt sich hierbei um das früheste Zeugnis für Weinbau in Pommern.
Im Jahr 1538 schloss Barnim IX. mit den Mönchen einen Vertrag zur Übergabe der Kartause und ließ sie zum „Schloss Oderburg“ umbauen. Zu Beginn des 17. Jahrhunderts stattete Philipp II., Herzog von Pommern-Stettin, das Schloss mit seiner umfangreichen Gemäldesammlung aus. In den Jahren 1619–1620 inhaftierte man Sidonia von Borcke in der Oderburg, eine später wegen angeblicher Hexerei verurteilte und hingerichtete pommersche Adelige.
Während des Dreißigjährigen Krieges wurde das Gebäude stark zerstört. Im Juli 1630 besetzten die Schweden unter Gustav Adolf die Stadt und richteten in der Oderburg ihr Quartier ein. Das Schloss wurde 1677 im Nordischen Krieg endgültig abgebrochen.
Auf dem Gelände des Klosters und des Schlosses befinden sich heute Bürogebäude der Stettiner Werft. Einzelne Urkunden des Klosters befinden sich im Landesarchiv Greifswald.